# Samuel
Samuel je moško osebno ime.

## Izvor imena
Samuel je svetopisemsko ime, ki izhaja iz hebrejskega imena שְׁמוּאֵל, Šəmuʼel z nekdanjim pomenom »božje ime« ali »njegovo ime je bog«.

## Različice imena
Sam, Sami, Samoel, Samuil, Samy

## Tujejezične različice imena
- pri Angležih: Samuel
- pri Čehih: Samuel
- pri Grkih: Σαμουηλ (Samuēl)
- pri Italijanih: Samuele
- pri Rusih : Самуил (Samujil, Samuił), Samojło
- pri Srbih: Самуило (Samuilo)

## Pogostost imena
Po podatkih Statističnega urada Republike Slovenije je bilo na dan 31. decembra 2007 v Sloveniji število moških oseb z imenom Samuel: 124.

## Osebni praznik
V koledarju je ime Samuel zapisano 20. avgusta (Samuel, prerok)  

## Znane osebe
- Samuel Colt, ameriški orožar in izumitelj
- Samuel Morse, izumitelj telegrafa in Morsejeve abecede.

## Zanimivosti
- Samuel je tipično judovsko ime. Razširjeno je v Združenem kraljestvu in zlasti v ZDA. Po njegovi skrajšani obliki Sam sta nastala angleška izraza to stand Sam »plačati račun« in upon my Sam ! »pri moji veri !«, ter poimenovanje Uncle Sam, slovensko striček Sam(uel) v pomenu »Američan, ZDA, vlada, ZDA«.
- Iz jugoslovanske zgodovine je znan Samuel (Samuilo), car makedonskih Slovanov (976 - 1014), ki se je skupaj s svojimi brati uprl Bizantincem in ustanovil prvo makedonsko državo s središčem v Prespi in Ohridu. V bojih z Bizancem je razširil meje svoje države. Ko je bila Samuelova država največja, je obsegala vso Makedonijo, Albanijo, Zeto, Bosno in severno Bolgarijo.